# 東海桜花賞
東海桜花賞（とうかいおうかしょう）は、愛知県競馬組合が施行する地方競馬の重賞競走（SPI）である。正式名称は「日刊スポーツ杯 東海桜花賞」。かつて、中京競馬場の芝コースで行われていた時期もあった。

## 概要
1961年創設。長らく東海地区所属馬（愛知・笠松）限定競走であった。前年の1960年には東海菊花賞も創設されている。
創設当初は名古屋競馬場のダート2400mで行われたが（第1回のみ2500m）、1970年10月に中京競馬場に芝コースが新設されると翌1971年からは基本的に中京競馬場の芝2000mで行われるようになった。ただし1974年～1976年・1982年は中央競馬の厩務員労働組合ストライキの影響などで、1993年は馬場改修工事のため中京競馬場が使用できず名古屋競馬場のダート2400m（1993年のみ2500m）で行われた。
平成に入って公営中京競馬の芝重賞が次々とダートに変更されたり廃止されていく中、本競走と中日スポーツ杯駿蹄賞は最後まで芝の重賞として残っていたが、1995年を最後に公営中京競馬のゴールデンウィーク開催が消滅し、それに伴って東海桜花賞も名古屋競馬場のダート1900mへ条件が変更された。
1998年には地方競馬全国交流競走となるが、翌1999年にダートグレード競走としてかきつばた記念が新設され、ゴールデンウィーク開催に設定されると東海桜花賞は再び東海地区限定競走となり、開催が約1ヶ月早まって4月開催となり距離も1400mに短縮されてかきつばた記念のトライアル競走となった。
その後、2002年に東海・北陸・近畿地区交流競走となり2006年は西日本地区交流、2007年からは東海・北陸・近畿・中国地区交流競走として行われている。2013年福山競馬場の廃止により中国地区に競馬場がなくなったため、東海・北陸・近畿地区交流競走となった。2018年より全国交流競走となり、他地区交流馬出走枠を4頭から5頭に変更する。
2022年からは名古屋競馬場の移転に伴い、ダート1500mへ距離が変更された。
2024年からは名古屋グランプリのトライアルとなって、距離がダート2100mに変更された。また、同年は「創刊75周年記念日刊スポーツ杯 東海桜花賞」の名称で施行された。

### 条件・賞金等（2025年）
出走条件
サラブレッド系4歳以上、全国地方交流。
- 出走枠は他地区所属馬5頭以下、東海所属馬7頭以上と定められている。

負担重量
別定。57kg、牝馬2kg減を基本に、前年4月8日以後のG/Jpn勝ち馬は1kg増となる。
賞金額
1着1200万円、2着420万円、3着240万円、4着180万円、5着120万円、着外12万円。
優先出走権付与
優勝馬に名古屋グランプリの優先出走権が付与される。
副賞
日刊スポーツ新聞社賞、全国公営競馬主催者協議会会長賞、愛知県競馬組合管理者賞、開催執務委員長賞。

## 歴代優勝馬
馬齢は2000年以前についても現表記を用いる。2021年以前は旧・名古屋競馬場。馬場は芝の記載がない年は全てダートコース。
| 回数   | 施行日        | 競馬場 | 距離    | 優勝馬             | 性齢 | 所属   | タイム | 優勝騎手   | 管理調教師 |
| ------ | ------------- | ------ | ------- | ------------------ | ---- | ------ | ------ | ---------- | ---------- |
| 第1回  | 1961年4月29日 | 名古屋 | 2500m   | ウインスター       | 牡6  |        | 2:45.5 | 木村鶴男   |            |
| 第2回  | 1962年5月3日  | 名古屋 | 2400m   | キングフオスター   | 牡5  |        | 2:40.2 | 神部幸夫   | 神部幸夫   |
| 第3回  | 1963年4月29日 | 名古屋 | 2400m   | ダイコージ         | 牡4  |        | 2:37.6 | 白井善治   |            |
| 第4回  | 1964年5月3日  | 名古屋 | 2400m   | バンダル           | 牡4  |        | 2:37.0 | 大橋憲     |            |
| 第5回  | 1965年5月3日  | 名古屋 | 2400m   | マルマンセンター   | 牡5  | 愛知   | 2:40.8 | 青山功     | 栗田実     |
| 第6回  | 1966年5月1日  | 名古屋 | 2400m   | シヤチノオーザ     | 牡4  |        | 2:37.6 | 市川安一   |            |
| 第7回  | 1967年4月30日 | 名古屋 | 2400m   | パール             | 牡4  | 笠松   | 2:35.3 | 山島昇     | 大橋憲     |
| 第8回  | 1968年5月5日  | 名古屋 | 2400m   | シヤインメイジ     | 牡6  | 愛知   | 2:36.1 | 白井善治   | 斎藤六郎   |
| 第9回  | 1969年5月5日  | 名古屋 | 2400m   | チヤンピオンハイ   | 牡4  | 愛知   | 2:38.7 | 白井善治   | 斎藤六郎   |
| 第10回 | 1970年5月9日  | 名古屋 | 2400m   | ステートキング     | 牡5  | 笠松   | 2:36.7 | 白井善治   | 神部幸夫   |
| 第11回 | 1971年5月9日  | 中京   | 芝2000m | アサボシ           | 牡5  | 愛知   | 2:05.8 | 白井善治   | 斎藤六郎   |
| 第12回 | 1972年5月7日  | 中京   | 芝2000m | ウエルデイ         | 牡5  | 愛知   | 2:00.8 | 伊藤光雄   | 山中鈊雄   |
| 第13回 | 1973年5月6日  | 中京   | 芝2000m | ニユーカイモン     | 牡4  | 愛知   | 2:02.3 | 内村寛司   | 大薮憲三   |
| 第14回 | 1974年4月28日 | 名古屋 | 2400m   | ゴールドイーグル   | 牡4  | 愛知   | 2:35.5 | 山田義男   | 野島三喜雄 |
| 第15回 | 1975年4月27日 | 名古屋 | 2400m   | ケンセダン         | 牡4  | 愛知   | 2:34.8 | 富田光吉   | 木村鶴男   |
| 第16回 | 1976年5月9日  | 名古屋 | 2400m   | シナノピストン     | 牡5  | 愛知   | 2:33.6 | 池田優孝   | 安達小八   |
| 第17回 | 1977年5月8日  | 中京   | 芝2000m | ハヤヒーロー       | 牡5  | 愛知   | 2:03.9 | 原口次夫   | 山田彦助   |
| 第18回 | 1978年5月7日  | 中京   | 芝2000m | ムサシタチハタ     | 牡4  | 愛知   | 2:03.2 | 坂本敏美   | 松村勇     |
| 第19回 | 1979年5月6日  | 中京   | 芝2000m | ダイタクチカラ     | 牡5  | 笠松   | 2:00.6 | 山田義男   | 倉間昭夫   |
| 第20回 | 1980年5月4日  | 中京   | 芝2000m | ネオンオーカン     | 牡5  | 愛知   | 2:00.9 | 荒巻透     | 青山高司   |
| 第21回 | 1981年5月5日  | 中京   | 芝2000m | ヒカリデユール     | 牡4  | 愛知   | 2:00.8 | 田中敏和   | 野島豊     |
| 第22回 | 1982年5月3日  | 名古屋 | 2400m   | ハローキング       | 牡5  | 愛知   | 2:36.6 | 田中敏和   | 野島三喜雄 |
| 第23回 | 1983年5月5日  | 中京   | 芝2000m | ワイドツバサ       | 牡5  | 愛知   | 2:02.8 | 内沢信昭   | 松村勇     |
| 第24回 | 1984年5月5日  | 中京   | 芝2000m | サルノフアルコン   | 牡5  | 愛知   | 2:04.6 | 内沢信昭   | 竹口勝利   |
| 第25回 | 1985年5月3日  | 中京   | 芝2000m | ハクサンハーロツク | 牡6  | 愛知   | 2:04.4 | 坂本敏美   | 松村勇     |
| 第26回 | 1986年5月5日  | 中京   | 芝2000m | ジユサブロー       | 牡4  | 愛知   | 2:02.8 | 鈴木純児   | 安達小八   |
| 第27回 | 1987年5月5日  | 中京   | 芝2000m | ワイドセイコー     | 牡5  | 愛知   | 2:00.6 | 下窪道盛   | 伊藤辰雄   |
| 第28回 | 1988年5月4日  | 中京   | 芝2000m | ヤマニンシーバー   | 牡5  | 笠松   | 2:01.8 | 濱口楠彦   | 山中敏彦   |
| 第29回 | 1989年5月4日  | 中京   | 芝2000m | コマツノーザン     | 牡5  | 笠松   | 2:00.9 | 井上孝彦   | 荒川友司   |
| 第30回 | 1990年5月4日  | 中京   | 芝2000m | カミナリモン       | 牡5  | 愛知   | 2:05.6 | 山内和明   | 瀬戸口悟   |
| 第31回 | 1991年5月3日  | 中京   | 芝2000m | タイプスワロー     | 牡5  | 笠松   | 2:01.4 | 井上孝彦   | 荒川友司   |
| 第32回 | 1992年5月4日  | 中京   | 芝2000m | ロングシンホニー   | 牡6  | 愛知   | 2:01.0 | 井出上慎一 | 森島義弘   |
| 第33回 | 1993年5月4日  | 名古屋 | 2500m   | ベッスルエース     | 牡5  | 笠松   | 2:46.1 | 安藤光彰   | 飯干秀人   |
| 第34回 | 1994年5月5日  | 中京   | 芝2000m | トミシノポルンガ   | 牡5  | 笠松   | 2:03.4 | 安藤勝己   | 加藤健     |
| 第35回 | 1995年5月5日  | 中京   | 芝2000m | トミシノポルンガ   | 牡6  | 笠松   | 2:02.2 | 安藤勝己   | 加藤健     |
| 第36回 | 1996年5月5日  | 名古屋 | 1900m   | マルブツセカイオー | 牡6  | 愛知   | 2:02.3 | 宇都英樹   | 斉藤弘光   |
| 第37回 | 1997年5月5日  | 名古屋 | 1900m   | ハカタダイオー     | 牡4  | 笠松   | 2:01.1 | 安藤光彰   | 柳江俊明   |
| 第38回 | 1998年5月5日  | 名古屋 | 1900m   | ハカタダイオー     | 牡5  | 笠松   | 2:02.8 | 安藤光彰   | 柳江俊明   |
| 第39回 | 1999年4月14日 | 名古屋 | 1400m   | エフワンライデン   | 牡4  | 笠松   | 1:27.6 | 安藤勝己   | 荒川友司   |
| 第40回 | 2000年4月12日 | 名古屋 | 1400m   | メモリーベイツ     | 牡5  | 愛知   | 1:27.8 | 内沢信明   | 塚田隆男   |
| 第41回 | 2001年4月11日 | 名古屋 | 1400m   | レジェンドハンター | 牡4  | 笠松   | 1:25.6 | 安藤勝己   | 高田勝良   |
| 第42回 | 2002年4月10日 | 名古屋 | 1400m   | サンキューホーラー | 騸7  | 愛知   | 1:26.6 | 丸野勝虎   | 本名信行   |
| 第43回 | 2003年4月10日 | 名古屋 | 1400m   | マルカセンリョウ   | 牡5  | 愛知   | 1:25.7 | 上松瀬竜一 | 瀬戸口悟   |
| 第44回 | 2004年4月15日 | 名古屋 | 1400m   | マルカセンリョウ   | 牡6  | 愛知   | 1:26.0 | 吉田稔     | 瀬戸口悟   |
| 第45回 | 2005年4月15日 | 名古屋 | 1400m   | レイナワルツ       | 牝5  | 愛知   | 1:26.6 | 兒島真二   | 瀬戸口悟   |
| 第46回 | 2006年4月12日 | 名古屋 | 1400m   | マヤノモーリス     | 牡8  | 愛知   | 1:25.3 | 宇都英樹   | 斉藤弘光   |
| 第47回 | 2007年4月12日 | 名古屋 | 1400m   | マサアンビション   | 牡8  | 愛知   | 1:29.4 | 戸部尚実   | 瀬戸口悟   |
| 第48回 | 2008年4月10日 | 名古屋 | 1400m   | キングスゾーン     | 牡6  | 愛知   | 1:27.4 | 安部幸夫   | 原口次夫   |
| 第49回 | 2009年4月16日 | 名古屋 | 1400m   | ベストタイザン     | 牡7  | 園田   | 1:27.2 | 下原理     | 齊藤裕     |
| 第50回 | 2010年4月15日 | 名古屋 | 1400m   | マルヨフェニックス | 牡6  | 笠松   | 1:28.3 | 尾島徹     | 柴田高志   |
| 第51回 | 2011年4月14日 | 名古屋 | 1400m   | マルカハンニバル   | 牡7  | 愛知   | 1:27.5 | 兒島真二   | 瀬戸口悟   |
| 第52回 | 2012年4月12日 | 名古屋 | 1400m   | エーシンエフダンズ | 牡8  | 園田   | 1:27.5 | 川原正一   | 橋本忠男   |
| 第53回 | 2013年4月5日  | 名古屋 | 1400m   | サイモンロード     | 牡5  | 愛知   | 1:27.2 | 丸野勝虎   | 角田輝也   |
| 第54回 | 2014年4月4日  | 名古屋 | 1400m   | ピッチシフター     | 牝4  | 愛知   | 1:28.3 | 大畑雅章   | 川西毅     |
| 第55回 | 2015年4月10日 | 名古屋 | 1400m   | エナエビス         | 牡4  | 園田   | 1:26.5 | 木村健     | 田中範雄   |
| 第56回 | 2016年4月8日  | 名古屋 | 1400m   | マルトクスパート   | 牡6  | 園田   | 1:28.8 | 赤岡修次   | 田中範雄   |
| 第57回 | 2017年4月14日 | 名古屋 | 1400m   | トウケイタイガー   | 牡6  | 園田   | 1:26.7 | 川原正一   | 住吉朝男   |
| 第58回 | 2018年4月10日 | 名古屋 | 1400m   | カツゲキキトキト   | 牡5  | 愛知   | 1:28.6 | 大畑雅章   | 錦見勇夫   |
| 第59回 | 2019年4月11日 | 名古屋 | 1400m   | キクノステラ       | 牡7  | 園田   | 1:30.1 | 岡部誠     | 田中範雄   |
| 第60回 | 2020年4月9日  | 名古屋 | 1400m   | ドリームドルチェ   | 牡8  | 浦和   | 1:27.6 | 岡部誠     | 小久保智   |
| 第61回 | 2021年4月9日  | 名古屋 | 1400m   | トーセンレビュー   | 牡4  | 浦和   | 1:27.8 | 岡部誠     | 小久保智   |
| 第62回 | 2022年4月8日  | 名古屋 | 1500m   | インペリシャブル   | 牡5  | 川崎   | 1:33.3 | 吉原寛人   | 高月賢一   |
| 第63回 | 2023年4月11日 | 名古屋 | 1500m   | ルーチェドーロ     | 牡5  | 川崎   | 1:33.2 | 櫻井光輔   | 池田孝     |
| 第64回 | 2024年4月9日  | 名古屋 | 2100m   | アナザートゥルース | 騸10 | 北海道 | 2:17.5 | 服部茂史   | 田中淳司   |
| 第65回 | 2025年4月8日  | 名古屋 | 2100m   | フークピグマリオン | 騸4  | 愛知   | 2:18.2 | 今井貴大   | 宇都英樹   |